# Erythroneura ziczac
Erythroneura ziczac är en insektsart som beskrevs av Walsh 1862. Erythroneura ziczac ingår i släktet Erythroneura och familjen dvärgstritar. Inga underarter finns listade i Catalogue of Life.